# 云南金钱槭
云南金钱槭（学名：Dipteronia dyeriana），无患子科金钱槭属植物，别名辣子树、飞天子，为中国特有的寡种属植物，因果实特异、形如金钱得名。云南金钱槭分布在中国贵州、云南等地，生长于海拔2,000米至2,500米的地区，高约7-13米，树皮平滑、呈灰色，叶为奇数羽状复叶，果实形如金钱，常生于疏林中，是中国国家二级保护野生植物。